# Mammiapfel
Der Mammiapfel oder Mammeyapfel (Mammea americana), auch Amerikanischer Mammeiapfel oder Aprikose von Santo Domingo und Amerikanischer Aprikosen- oder Bürstenbaum genannt, ist eine Pflanzenart in der Familie der Calophyllaceae. Der Mammiapfel stammt von den karibischen Inseln und aus Mittelamerika und ist für seine schmackhaften Früchte bekannt.

## Beschreibung
Der Mammiapfel wächst als immergrüner Baum, der Wuchshöhen von bis zu 20 Meter sowie Stammdurchmesser von 0,9 bis 1,2 Metern erreicht. Er besitzt einen kurzen Stamm und eine schlanke, dicht belaubte Baumkrone. Die Borke ist relativ glatt und gräulich-braun. Der Baum führt einen Milchsaft, Latex.

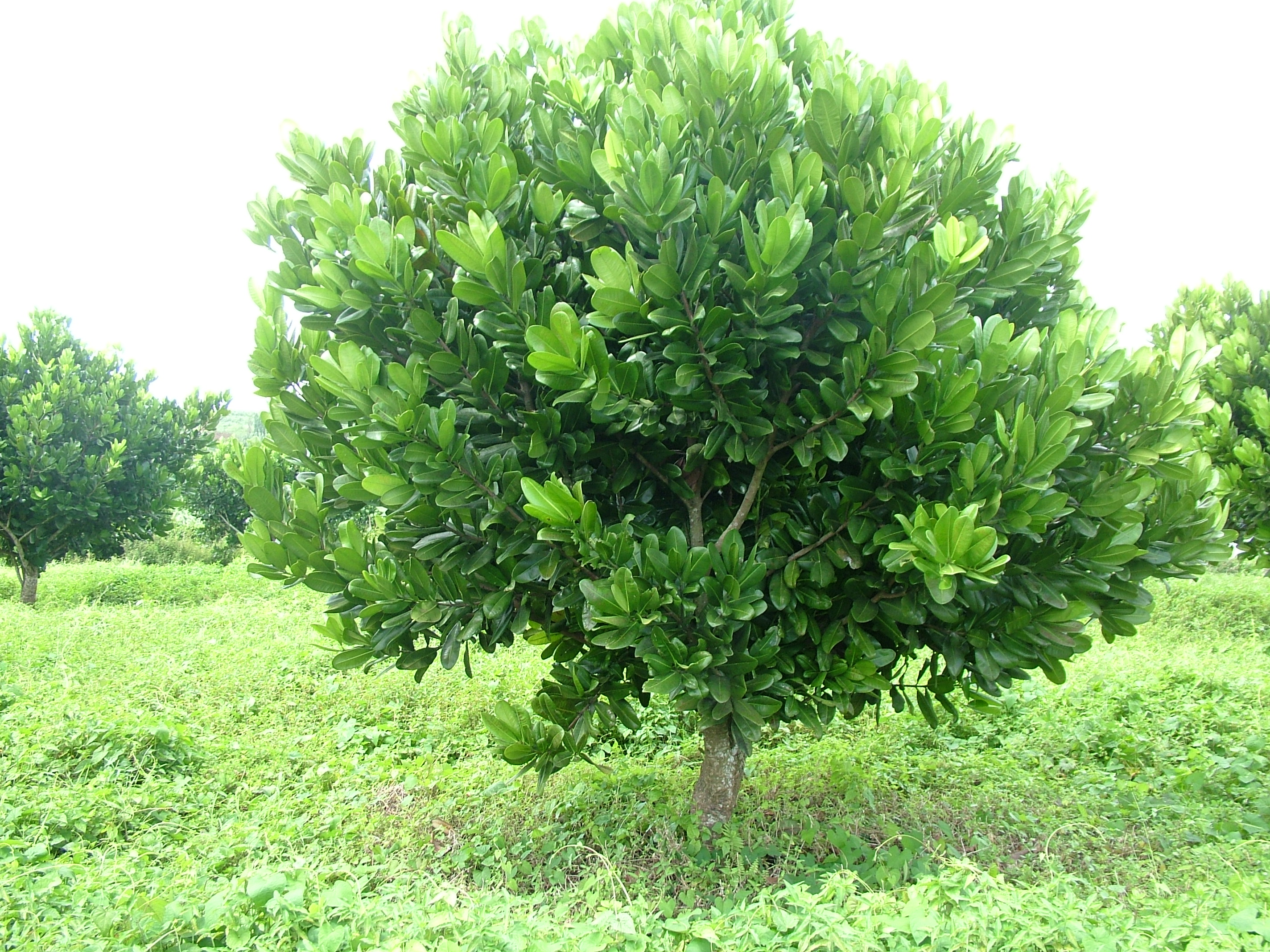
Mammiapfelbaum

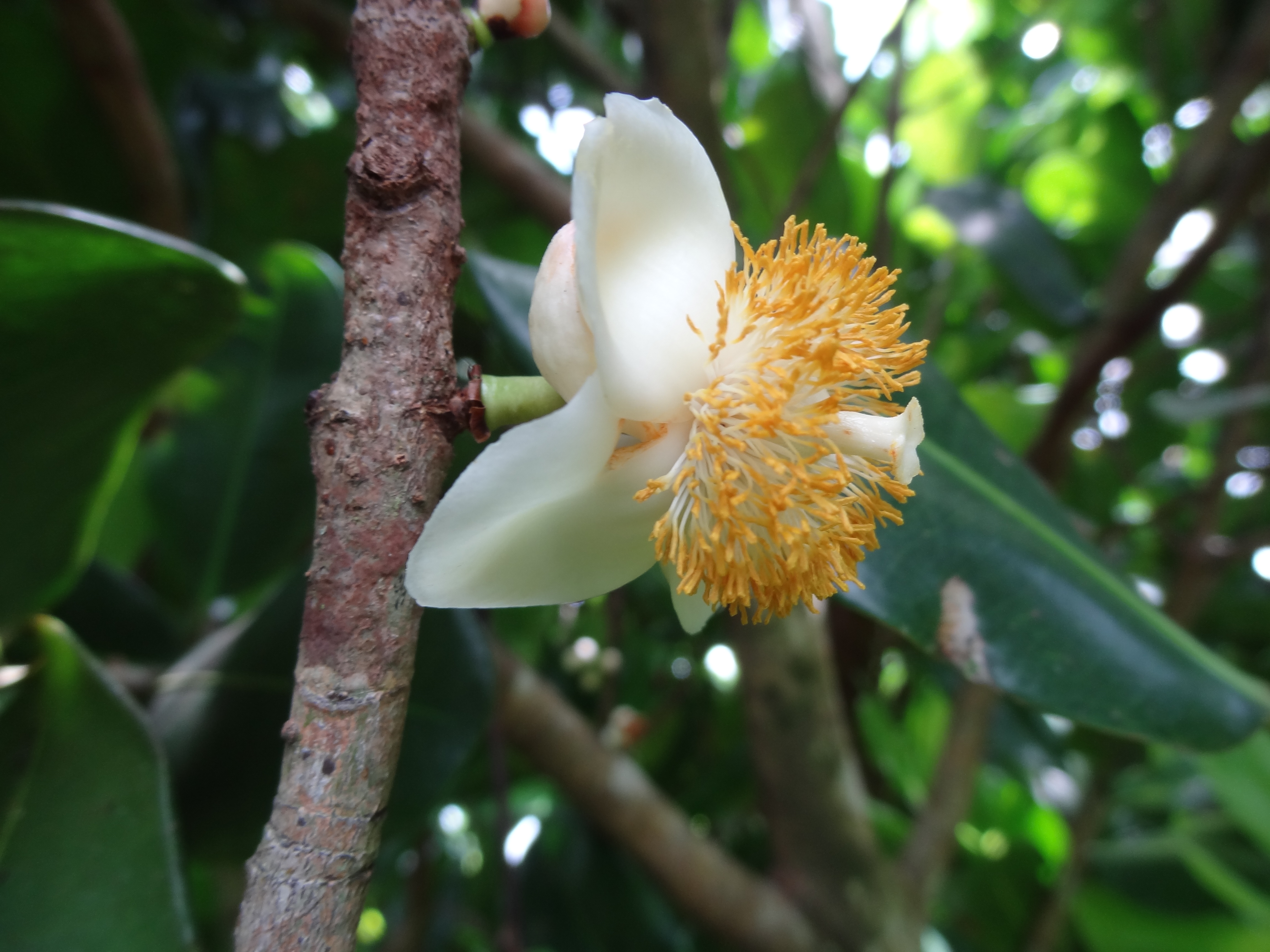
Blüte des Mammiapfels

Die gegenständig an den Zweigen angeordneten, kahlen und einfachen Laubblätter besitzen einen 1 bis 2 Zentimeter langen, dicklichen Blattstiel und eine Blattspreite. Diese ist dick ledrig, dunkelgrün und mit einer Länge von 15 bis 25 Zentimeter sowie einer Breite von 8 bis 10 Zentimeter, breit-elliptisch bis verkehrt-eiförmig. Das Blattende ist abgerundet bis stumpf oder rundspitzig, seltener eingebuchtet, die Spreitenbasis ist spitz und der Blattrand ganz. Die Blattunterseite ist mit Drüsen besetzt.
Beim Mammiapfel können weibliche, männliche und zwittrige Blüten auf einem Individuum oder auf verschiedenen Individuen vorkommen (Polygamie). Die 1 Zentimeter lang gestielten Blüten stehen einzeln oder in Gruppen zu zweit bis dritt in den Achseln junger Zweige. Die duftenden Blüten besitzen einen Durchmesser von 2,5 bis 4 Zentimeter und eine doppelte Blütenhülle. Die beiden bootförmigen Kelchblätter sind mit einer Länge von 1,5 Zentimeter und einer Breite von 2 Zentimeter breit-rund. Die vier bis sechs weißen, ausladenden Kronblätter sind mit einer Länge von 1,5 bis 2 Zentimeter verkehrt-eiförmig. Die zahlreichen Staubblätter sind orange bis gelb. Der kugelige, zweikammerige Fruchtknoten ist oberständig, auf einer gewölbten Blütenachse. Der kurze Griffel endet in einer breiten, zweilappigen Narbe.
Auf dicken und bis zu 4 Zentimeter langen Fruchtstielen befinden sich die Beeren. Die runde, manchmal auch etwas bespitzte Beere (Panzerbeeere) besitzt einen Durchmesser von 10 bis 20 Zentimeter. Die graubraune, matte und raue, schorfige bis wärzliche Fruchtrinde wird bis zu 6 Millimeter dick und ist bei reifen Früchten weich ledrig. Unter der Rinde liegt eine weißliche, trockene und sehr bittere Haut. Das orangefarbene bis goldgelbe Fruchtfleisch ist weich faserig, leicht saftig und von süß-saurem, aromatischen Geschmack, der an Mangos und Marillen erinnert. Je Frucht werden ein bis vier etwa 8 Zentimeter große, rundliche oder ellipsoide, oft einseitig abgeflachte Samen gebildet. Die Samen besitzen eine holzige, braune, netzartig, grubig-skulptierte Schale, an der eine Schicht des Fruchtfleischs fest haften bleibt.
Die Samen gelten als giftig, besonders für Fische, Geflügel und für verschiedene Insekten.

## Verbreitung und Ökologie
Das ursprüngliche Verbreitungsgebiet des Mammiapfels erstreckt sich über die Karibischen Inseln und das südliche Mittelamerika. Dort wird er auch häufig als Obstbaum kultiviert. Man findet ihn seltener im übrigen tropischen Amerika, und sehr selten in den Tropen der Alten Welt. Er wächst in niederschlagsreichen tropischen Tieflandklima in Höhenlagen zwischen Meereshöhe und 1000 Metern. Er bevorzugt tiefe, nährstoffreiche und gut entwässerte Böden, gedeiht aber auch auf flachen sandigen oder kalkhaltigen Böden.

## Systematik und Namensherkunft
Die Erstveröffentlichung von Mammea americana erfolgte 1753 durch Carl von Linné in Species Plantarum, 1, S. 512. Ein Synonym für Mammea americana L. ist Mammea emarginata Moc. & Sessé ex Choisy. Der Mammiapfel (Mammea americana) ist eine Art aus der Gattung Mammea in der Tribus Calophylleae innerhalb der Familie der Calophyllaceae; sie wurde früher auch der Familie Clusiaceae zugeordnet.
Der Gattungsname Mammea wurde von Carl von Linné eingeführt und leitet sich vom englischen Wort „mammee“ ab, das über das französische „mameis“, mammea und das spanische „mamey“ aus dem Arawak stammt, einem Sprachstamm des karibischen Raums. Das Artepitheton americana verweist auf die Herkunft aus Amerika.

## Verwendung
Das reife Fruchtfleisch guter Sorten ist sehr schmackhaft und wird roh als Obst gegessen. Man stellt daraus Marmelade und Gelee her oder verwendet es zur Herstellung von Säften. Große Mengen des Fruchtfleischs können Darmbeschwerden verursachen und auch von Vergiftungen wird berichtet. Die bittere Fruchtrinde und die darunterliegende Haut müssen vor der Verwendung entfernt werden. Die Samen sind giftig und können nicht verwendet werden. Aus den vergorenen Blüten wird ein Likör destilliert. Die Samen werden aufgrund ihrer antiseptischen Wirkung pulverisiert gegen Hauterkrankungen, aber auch als Insektizid verwendet. Aufgüsse aus den Blättern sollen fiebersenkend sein und gegen Malaria helfen.
Die Obstbäume werden aus Samen gezogen und in Gärten, auf den Karibischen Inseln auch in Plantagen, angebaut. Die Bäume tragen mit 7 bis 13 Jahren erstmals Früchte, die vollreif geerntet werden, meist, indem man sie vom Boden aufliest. Die Bäume können bis zu zweimal jährlich Früchte tragen. Je Baum können 150 bis 200 Früchte geerntet werden, was eine jährliche Ausbeute von bis zu 400 Früchten ergibt.
Aus den Blüten wird ein Likör hergestellt.
Das recht schwere, harte und mäßig beständige Holz wird für einige Anwendungen genutzt. Es schwindet stark und ist schwer zu trocknen.